# Derepyxidaceae
Famille
Les Derepyxidaceae sont une famille d'algues de l'embranchement des Ochrophyta  de la classe des Chrysophyceae et de l'ordre des Hibberdiales.
Les espèces de Derepyxis sont présentes en eau douce, souvent épiphytes sur des algues filamenteuses.

## Étymologie
Le nom vient du genre type Derepyxis, dérivé du grec δερη / deri, « cou, gorge, gosier », et πυξις / pyxis, boite, en référence à la morphologie de l'organisme.

## Systématique
La pertinence de la famille des Derepyxidaceae n'est pas encore (janvier 2022) admise par tous les spécialistes des algues. En effet, dans la 13e édition du Syllabus of Plant Families datant de 2015, Kawai et Nakayama, qui y ont rédigé la partie « Algues eucaryotes photoautotrophes » classent Derepyxis dans la famille des Stylococcaceae de même que WoRMS (World Register of Marine Species).

## Description
L'espèce type Derepyxis amorpha Stokes, 1885, vit en eau douce. Elle possède une sorte de coquille en forme de flacon ou de vase (lorica) habituellement attachée à un substratum par un court stipe gélatineux. La partie vivante de l’organisme, ou zooïde, est subsphérique et occupe le centre de la lorica. L'extrémité de la lorique opposée au stipe, possède une ouverture par laquelle émergent les rhizopodes, en fait des pseudopodes. Ceux-ci sont capables de capturer des bactéries, qui sont encapsulées dans des vacuoles alimentaires et transférées vers le corps cellulaire principal où se produit la digestion.

## Liste des genres
Selon AlgaeBase (25 janvier 2022) :
- Derepyxis A.Stokes, 1885